# Naomi Pattiwael
Naomi Margaretha Pattiwael (Maastricht, 21 juli 1998) is een Nederlands voormalig voetbalster die als aanvaller uitkwam voor PSV en FC Twente in de Eredivisie.

## Clubcarrière
Pattiwael begon haar voetbalcarrière bij VV Scharn in Maastricht. Na hier een aantal jeugdelftallen te hebben doorlopen, maakte zij de overstap naar CTO Zuid, het centrum voor topsport en onderwijs in Eindhoven. In 2018 speelde ze met CTO Zuid in de halve finale van de beker tegen PSV. Deze wedstrijd werd met 3−1 verloren.
In de zomer van 2018 maakte ze op 19-jarige leeftijd de overstap naar PSV om te gaan spelen in de Eredivisie. Pattiwael speelde vier seizoenen bij PSV. Na afloop van het seizoen 2021/22 was ze een half jaar zonder club, totdat FC Twente haar voor de tweede helft van het seizoen 2022/23 contracteerde. Na vier wedstrijden, waarin ze als invalster tweemaal tot scoren kwam, besloot Pattiwael wegens persoonlijke omstandigheden alweer te vertrekken bij FC Twente. Pattiwael besloot te stoppen, omdat ze samen met haar vriend Joel Piroe in verwachting was van een kindje.

## Interlandcarrière
Op 22 januari 2016 debuteerde Pattiwael in het Nederlands elftal onder 19 jaar tegen Zwitserland. Ze speelde in totaal 6 wedstrijden, waarin zij niet tot scoren wist te komen. In 2017 behoorde ze tot de selectie voor het EK vrouwen onder 19, waarmee ze in de halve finale strandde tegen Spanje.
Haar debuut voor het Nederlands elftal onder 20 maakte ze op 24 juli 2018 in een oefenwedstrijd tegen Duitsland onder 20. Deze wedstrijd werd gespeeld in aanloop naar het Wereldkampioenschap voetbal onder 20 waarbij zij onderdeel uitmaakte van de selectie. Het toernooi eindigde voor de oranje vrouwen in de kwartfinale, waarin ze met 2−1 werden verslagen door Spanje.

## Clubstatistieken
| Seizoen         | Club            | Competitie      | Competitie | Competitie | Beker | Beker | Internationaal | Internationaal | Totaal | Totaal |
| Seizoen         | Club            | Competitie      | Wed.       | Dlp.       | Wed.  | Dlp.  | Wed.           | Dlp.           | Wed.   | Dlp.   |
| --------------- | --------------- | --------------- | ---------- | ---------- | ----- | ----- | -------------- | -------------- | ------ | ------ |
| 2018/19         | PSV             | Eredivisie      | 22         | 5          | -     | -     | -              | -              | 22     | 5      |
| 2019/20         | PSV             | Eredivisie      | 10         | 0          | -     | -     | -              | -              | 10     | 0      |
| 2020/21         | PSV             | Eredivisie      | 17         | 5          | 7     | 4     | -              | -              | 24     | 9      |
| 2021/22         | PSV             | Eredivisie      | 19         | 5          | 4     | 0     | 2              | 0              | 15     | 5      |
| 2022/23         | FC Twente       | Eredivisie      | 4          | 2          | 0     | 0     | 0              | 0              | 4      | 2      |
| Carrière totaal | Carrière totaal | Carrière totaal | 72         | 17         | 11    | 4     | 0              | 0              | 75     | 21     |

Bijgewerkt op 4 november 2024.